# Jan van Vliet
Jan van Vliet, né entre 1600 et 1610 à Leyde où il est mort le 4 août 1668, est un graveur néerlandais du baroque, collaborateur occasionnel de Rembrandt.
Il s'est spécialisé dans la copie à l'eau-forte de dessins de Rembrandt — tel que L'Homme à genoux— et dans les scènes de genre.
Bien que mort jeune, il laisse une production relativement importante, très diffusée grâce à des rééditions posthumes.

## Biographie

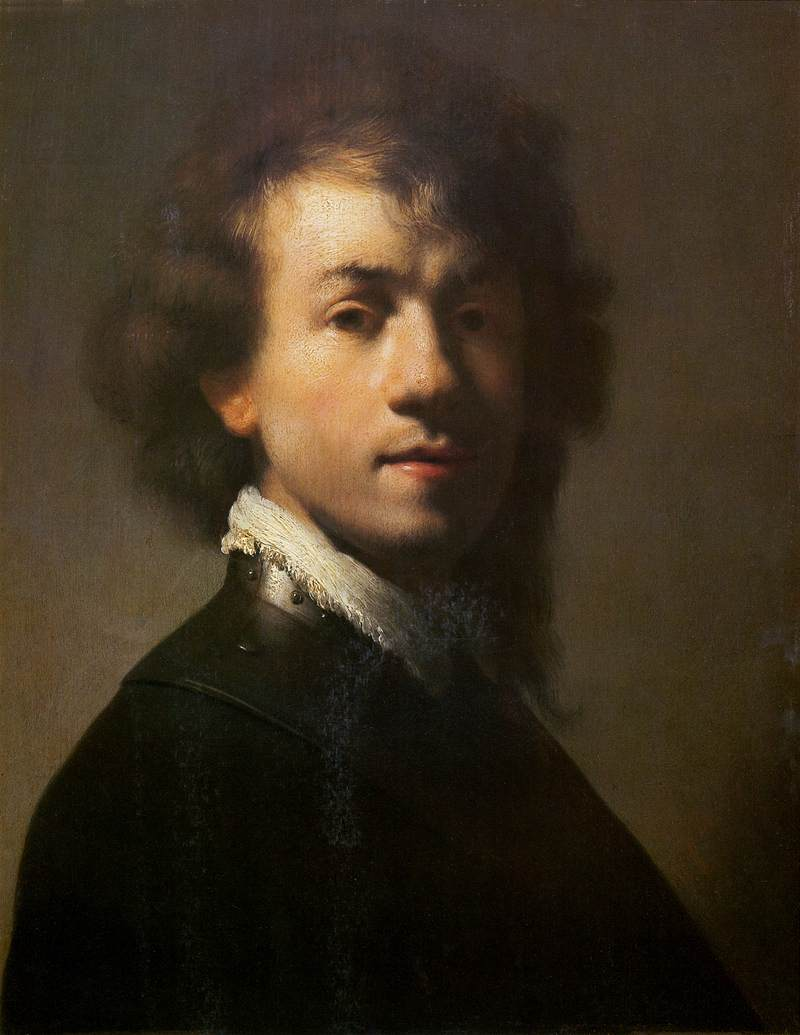
Autoportrait de Rembrandt, initialement attribué à Jan van Vliet.

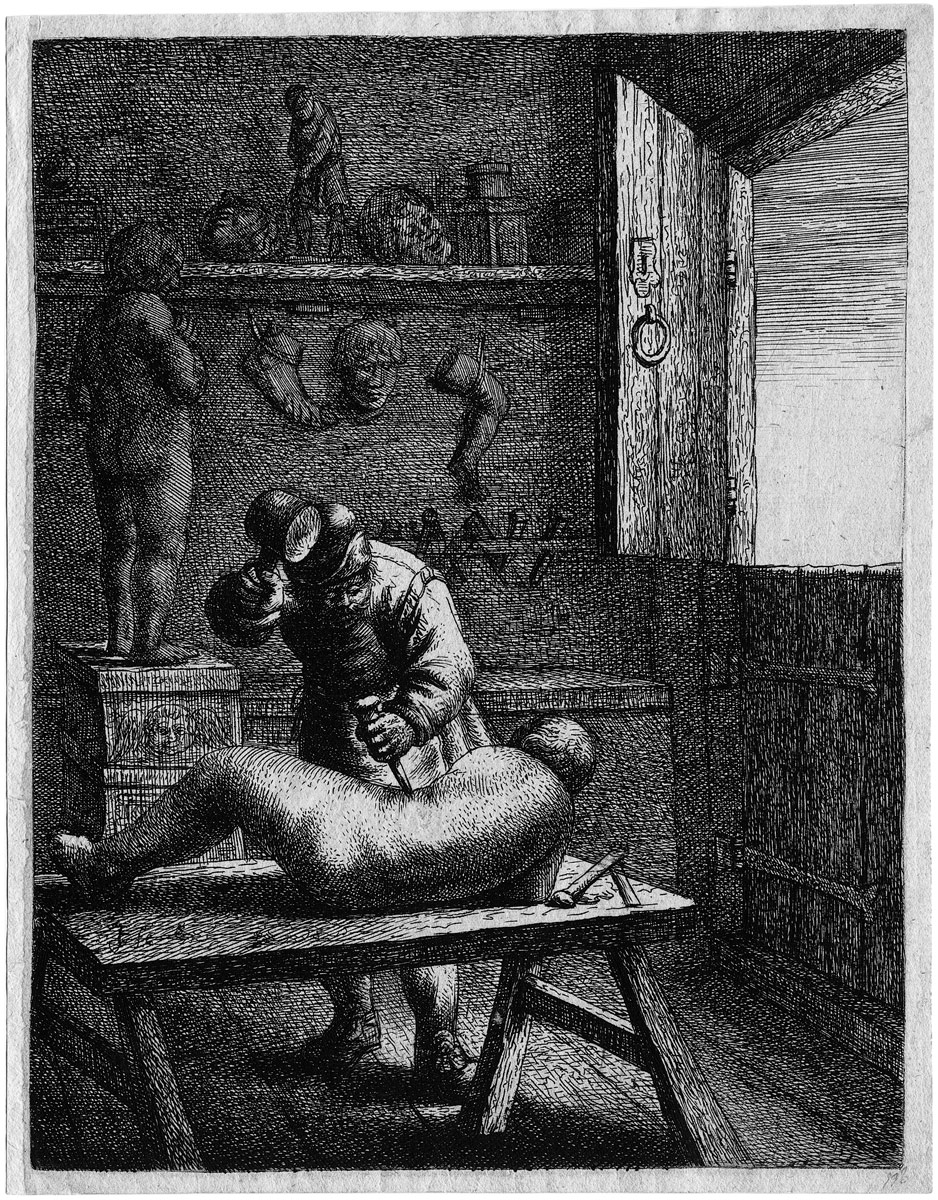
Sculpteur, gravure originale de van Vliet.

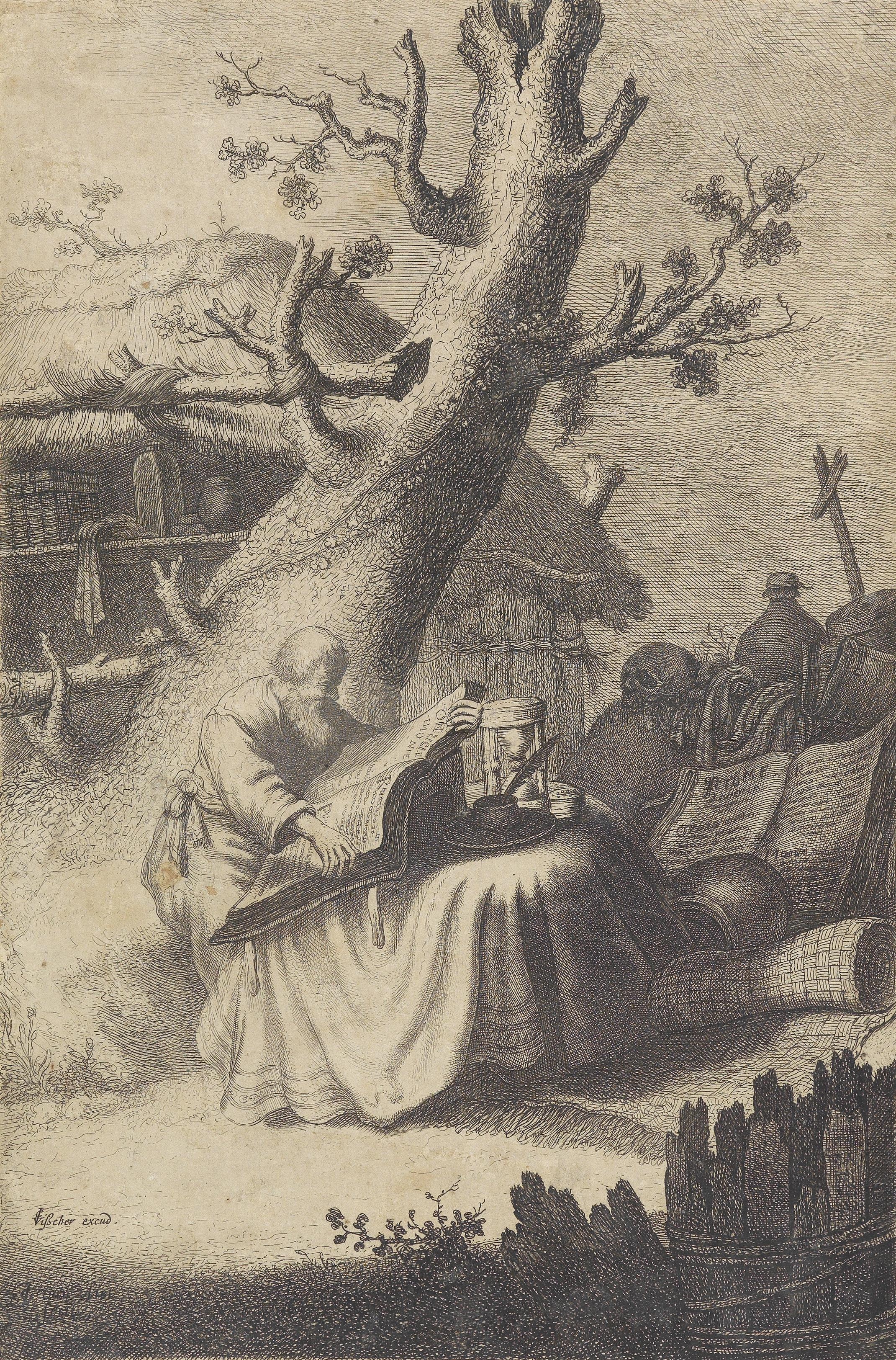
Ermite lisant, gravure originale de van Vliet, ca. 1632-1634

On a peu d'informations sur ses premières années. Il est né à Delft ou à Leyde entre 1600 et 1610.

### Collaboration avec Rembrandt
Une grande partie de sa renommée est due à sa relation avec Rembrandt, d'abord à Leyde (vers 1629), puis à Amsterdam, où ce dernier déménage en 1631.
Alors qu'il est généralement admis que van Vliet est un apprenti de Rembrandt, il semblerait qu'il ait en réalité été plus un collaborateur déjà formé, qui produisait des plaques copiant des peintures du maître et qui était même intervenu en duo sur certaines plaques[réf. nécessaire].
Parmi les plaques de Rembrandt, sur lesquelles certains experts[Qui ?] détectent la main de van Vliet, les plus notables sont les trois conservées à la bibliothèque nationale d'Espagne à Madrid : le Portrait de Jan Uytenbogaert (1635), une grande estampe de La Résurrection de Lazare et une Descente de croix(1633), qui reproduit le tableau de l'Alte Pinakothek de Munich. Bien que certains spécialistes[Qui ?] attribuent ce tableau à Rembrandt, l'expert Christopher Brown assure que van Vliet y a au moins participé[réf. nécessaire].
On sait avec certitude que van Vliet a réalisé la plaque Susana et les vieux, copie d'une peinture perdue de Jan Lievens, et plusieurs autres qui copient des dessins de Rembrandt, comme l'excellent Saint Jérôme (dont il y a un exemplaire à la bibliothèque nationale d'Espagne), Loth et ses filles et Le baptisme de l'Eunuque.

### Graveur de la vie quotidienne
On lui a attribué des dessins et des peintures, mais on le connaît exclusivement comme graveur.
On distingue trois séries, toutes consacrées à la vie quotidienne de son époque. L'une, Mendiants et autres personnages pauvres (1632) imite Rembrandt, qui lui-même s'inspire du français Jacques Callot. Cette série compte dix images et une couverture, qui montre une scène d'aumône avec un vers en néerlandais sur la charité.
Une autre série, de la même année et de format plus réduit, montre également des figures de la classe pauvre, quoique plus variées, aussi bien masculines que féminines.
Ces deux séries sont élaborées avec un trait quelque peu schématique, similaire à des ébauches rapides. On en voit des exemplaires au British Museum de Londres.
La troisième série, la plus élaborée techniquement est datée de 1635. Elle est consacrée aux professions artisanales : serrurier, tonnelier, cordonnier, etc. Elle est constituée de 25 plaques. Situées en intérieur, les compositions sont plus travaillées et donnent plus d'importance aux effets de lumière, bien qu'une partie de ces effets peuvent être dus à des retouches introduites dans des rééditions posthumes. Cette série a dû être relativement célèbre, car elle a été habilement répliquée par un graveur anonyme au service de l'éditeur français Gaspard Duchange.

## Œuvres
Bibliothèque nationale d'Espagne
(nom en espagnol sous lequel elles sont conservées)
- Hombre con turbante y capa[2]
- Juego de cartas[3]
- La resurrección de Lázaro[4]
- Lot y sus hijas[5]
- Oficios[6]
- Retrato de Rembrandt[7]
- Retrato de un hombre con sombrero con pluma[8]
- San Jerónimo arrodillado[9]

Bibliothèque nationale de France
- Recueil. Œuvre de Jan Joris Van Vliet